# Biblioteka Wydziału Teologicznego UAM
Biblioteka Wydziału Teologicznego UAM – biblioteka należąca do Wydziału Teologicznego Uniwersytetu im. Adama Mickiewicza w Poznaniu, zlokalizowana przy ul. Wieżowej 2/4 na Ostrowie Tumskim w Poznaniu. Aktualnie (2014) z inicjatywy archidiecezji poznańskiej trwa budowa nowego gmachu biblioteki.

## Historia
Początki zbioru sięgają roku 1564, kiedy to Adam Konarski powołał w Poznaniu pierwsze w Polsce diecezjalne seminarium duchowne wraz z biblioteką. W 1780 zlikwidowano Akademię Lubrańskiego, w ścisłym związku z którą seminarium działało, co wywołało konieczność reorganizacji tej instytucji i związanej z nią biblioteki. Księgozbiorem zajmował się odtąd wyznaczony w tym celu profesor, książki miały służyć wyłącznie kształceniu kleru diecezjalnego, ale korzystać z nich mogło całe duchowieństwo diecezji. Nie zezwalano na wynoszenie książek poza czytelnię. Księgozbiór cały czas rozwijano, m.in. w 1863 zakupiono kilkaset tomów dzieł patrystycznych wydawnictwa Jacques'a Migne'a. W XIX wieku, podczas kasaty przez Prusaków zakonów na terenie Wielkopolski, księgozbiory zakonne przechodziły niejednokrotnie w całości na rzecz biblioteki. Dwudziestolecie międzywojenne przyniosło zasadnicze zmiany w działaniu instytucji. Zbiory przyporządkowano do archiwum diecezjalnego (w 1939 liczyły około 200 000 egzemplarzy), a w seminarium pozostał jedynie zbiór podręczny. Podczas okupacji hitlerowskiej zbiory zmagazynowano w kościele św. Michała Archanioła przy ul. Stolarskiej, który Niemcy zamienili na magazyn książek. W 1944 alianci zbombardowali ten teren i część księgozbioru spłonęła, w tym kolekcja Migne'a i 40 000 starodruków. Dużą część rozkradziono po wyparciu Niemców i przed zabezpieczeniem kościoła przez władze polskie (straż uniwersytecką). Uratowała się większość książek zgromadzonych w dolnym kościele (świątynia jest dwupoziomowa), a także wywiezionych do Smogulca (inkunabuły). W epoce PRL dyrektor instytucji, ks. Feliks Lenort, sprowadzał do księgozbioru pozycje zakazane przez władze komunistyczne. W 2011 biblioteka liczyła ponownie około 200 000 woluminów.

## Charakterystyka zbioru
Książnica jest jedną z trzech najbardziej cenionych tego typu w Polsce, po bibliotekach KUL i UKSW, a korzystają z niej uczeni z terenu całego kraju. Jest jedyną w Polsce, przy której funkcjonuje własne wydawnictwo. Szczególnie bogate są zbiory dotyczące religioznawstwa i innych wyznań niż rzymskokatolickie. Bardzo obfity jest również zbiór pozycji na temat judaizmu, historii i kultury żydowskiej.